# Lesík (Nejdek)

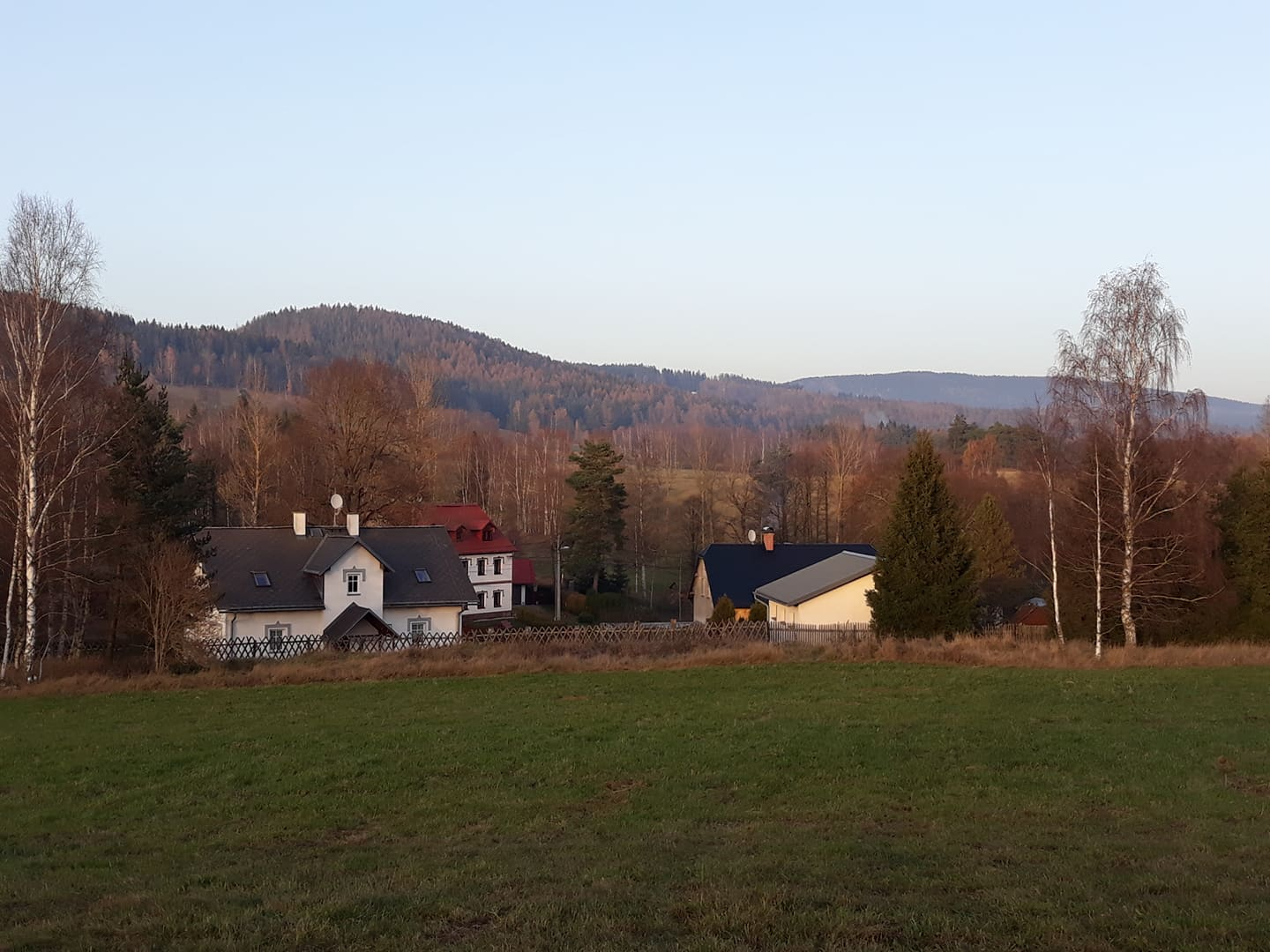
Lesík

Lesík (deutsch Mühlberg) ist ein Ortsteil der Gemeinde Nejdek (Neudek) im Bezirk Karlsbad in Tschechien.

## Geografie
Der Ortsteil liegt etwa 3 km westlich von Nejdek im böhmischen Teil des Erzgebirges. Er erstreckt sich bei vergleichsweise geringen Höhenunterschieden auf etwa 600 bis 650 m n.m. entlang des Nejdecký potok (Rodisbach). Während der westliche Teil heute unbesiedelt ist, liegen im östlichen zwei Siedlungskerne und ein etwa 600 m langer und bis 250 m breiter Stausee gleichen Namens.

## Geschichte
Mühlberg geht offenbar auf eine Getreidemühle des Weilers Tiefenloh zurück. Der Edelsitz der erstmals 1566 erwähnt wurde, gehörte 1593 dem Rittergutsbesitzer Jörg Hutzelmann von Wolfshof, der sich auf Tiefenloh und Oedt nannte. Zu dem freien Gut gehörte außer Tiefenloh und Oedt die Schäferei Neuhof und der Grund auf dem später die Dörfer Mühlberg und Bernau entstanden. 1602 erhielt Friedrich Colonna von Fels die Herrschaft von seinem Vetter Stephan Schlick, dabei werden auch Tiefenloh, Oedt und Neuhof genannt.
Die Ersterwähnung von Mühlberg erfolgte 1620 in den Kirchenbüchern. Im Untertanenverzeichnis des Elbogener Kreises von 1651 hatte das Dorf 24 Häuser und etwa 100 Einwohner. Diese lebten vor allem von Viehzucht. Zinn-Bergbau, wie anderswo um Neudek, spielte keine Rolle. 1847 zählte der Ort 36 Häuser mit 247 Einwohnern, eine Gemeindeschule und ein Wirtshaus, westlich lag der Ortsteil Tiefenloh, der zu dieser Zeit noch aus einer Mühle und einer Brettsäge bestand. Mühlberg war zur Pfarrkirche St. Martin und Neudek gepfarrt.
Bis zur Aufhebung der Patrimonialgerichtsbarkeit 1848/49 gehörte der Ort zur Herrschaft Neudek. Später war Mühlberg eigenständige Katastralgemeinde, allerdings mit verschiedenen Zuordnungen. 1854 gehörte Mühlberg zum Bezirk Neudek, seit der Gebietsreform 1869 zum Bezirk Graslitz, seit 1910 zum wieder ausgegliederten Bezirk Neudek und zwischen 1938 und 1945, nach der Annexion des Sudetenlandes, zum Landkreis Neudek.
Nach Beendigung des Zweiten Weltkrieges wurde Lesík dem Okres Karlovy Vary zugeordnet. Zu dieser Zeit wurde ein großer Teil der deutschen Bevölkerung vertrieben. Die früheren Siedlungen Sackhäuser, Schindel(wald)häuser und Hoh(e)winkel fielen wüst. Häuser stehen heute noch in Tiefenlohe (Tiefelag) an der Straße nach Kraslice und im Gebiet südwestlich des Stausees Lesík. 1961 wurde Lesík schließlich Ortsteil von Nejdek.

### Entwicklung der Einwohnerzahl
| Jahr | Einwohnerzahl |
| ---- | ------------- |
| 1869 | 372           |
| 1880 | 402           |
| 1890 | 367           |
| 1900 | 405           |

| Jahr | Einwohnerzahl |
| ---- | ------------- |
| 1910 | 395           |
| 1921 | 362           |
| 1930 | 396           |
| 1950 | 127           |

| Jahr | Einwohnerzahl |
| ---- | ------------- |
| 1961 | 98            |
| 1970 | 62            |
| 1980 | 45            |
| 1991 | 26            |

| Jahr | Einwohnerzahl |
| ---- | ------------- |
| 2001 | 36            |
| 2011 | 62            |